# Lamborghini Alar
De Lamborghini Alar is een conceptauto van het merk Lamborghini. De Alar is qua motor en onderstel gebaseerd op de Lamborghini Diablo. Het heeft een 7.7 liter V12-motor die bij 7500 toeren per minuut 770 pk produceert. De andere onderdelen worden door het bedrijf zelf gemaakt. De styling is totaal anders dan bij alle andere Lamborghini's. Deze bestaat namelijk uit vloeiende lijnen in plaats van rechte hoeken.

## Specificaties
- Gewicht: 1200 kg
- Vermogen: 770 pk
- 0–100 km/h: 3,6 s
- Topsnelheid: 410 km/u
- Prijs: ± $750.000

Huidige modellen:
Huracán ·
Aventador ·
Urus
Uitvoeringen Lamborghini Gallardo:
Coupé ·
SE ·
Spyder ·
Superleggera ·
LP560-4 ·
LP560-4 Spyder ·
LP550-2 Valentino Balboni ·
LP570-4 Superleggera
Uitvoeringen Lamborghini Murciélago:
Coupé ·
Roadster ·
40th Anniversary ·
LP640 ·
LP640 Roadster ·
LP650-4 Roadster ·
LP670-4 SV ·
Reventón ·
Reventón Roadster
Oudere modellen:
350 GT · 
400 GT · 
Miura · 
Espada · 
Flying Star II · 
Islero · 
Jarama · 
Urraco · 
Countach · 
Silhouette · 
Jalpa · 
LM002 · 
Diablo · 
Murciélago ·
Gallardo
Concepten:
Alar ·
Asterion ·
Athon ·
Estoque ·
Sesto Elemento ·
Portofino